# Eimutis Juzeliūnas

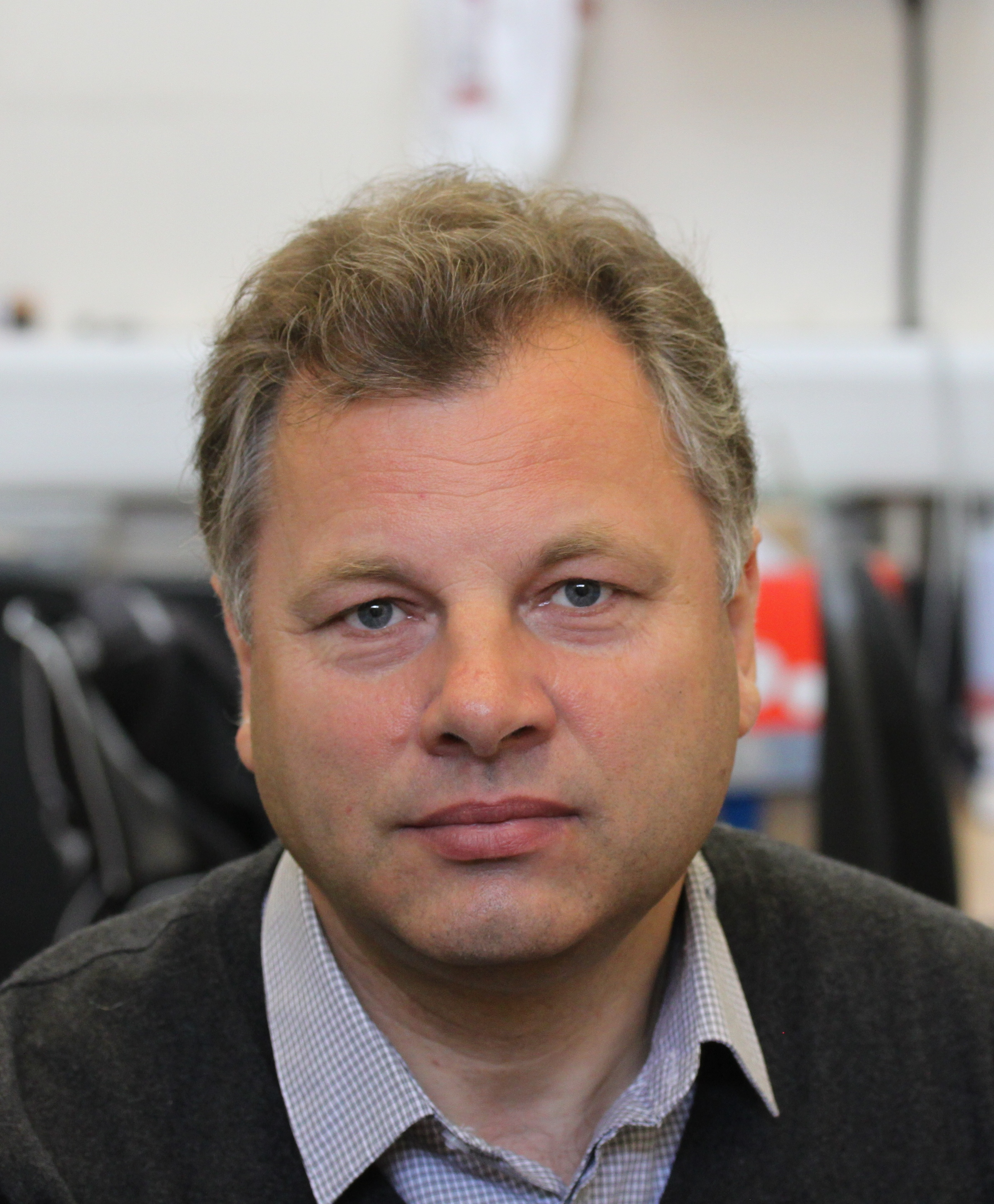
Eimutis Juzeliūnas

Eimutis Juzeliūnas (*  8. April 1958 in Kuršėnai, Rajongemeinde Šiauliai) ist ein litauischer Elektrochemiker und seit 2014 Rektor der Universität Klaipėda.

## Leben
Nach dem Abitur an der Mittelschule absolvierte Eimutis Juzeliūnas von 1976 bis 1981 das Diplomstudium der Chemie an der Vilniaus universitetas in Vilnius. Danach promovierte er und 1994  habilitierte er sich in Chemie.
Ab 1981 arbeitete Eimutis Juzeliūnas als wissenschaftlicher Mitarbeiter am Forschungsinstitut der Chemie und Chemietechnologie, ab 2001 als Direktor des Instituts. 1994 und ab 1998 lehrte er an der Vilniaus pedagoginis universitetas, ab 2002 als Professor. Er war Stipendiat des Maria-Sklodowska-Curie Stipendiums.
Seit 2014 ist er Rektor von Klaipėdos universitetas.

## Preise
- 2007: Träger des litauischen Wissenschaftspreises